# 2MASS J08053189+4812330
2MASS J08053189+4812330 ist ein Brauner Zwerg im Sternbild Luchs. Er wurde 2002 von Suzanne L. Hawley et al. entdeckt. Er gehört der Spektralklasse L9,5 an.